# 구본선
구본선(具本善, 1968년 7월 26일 ~ )은 대한민국의 검사 출신 법조인이다. 제50대 대검찰청 차장검사, 제49대 광주고등검찰청 검사장을 역임했다.

## 학력
- 인하대학교 사범대학 부속고등학교
- 서울대학교 교육학 학사

## 경력
- 1991년 : 제33회 사법시험 합격
- 1994년 : 제23기 사법연수원 수료
- 1997년 : 서울지방검찰청 북부지청 검사
- 1998년 : 대검찰청 검찰연구관 직무대리
- 2001년 : 서울지방검찰청 의정부지청 검사
- 2003년 : 대검찰청 검찰연구관
- 2005년 : 서울중앙지방검찰청 검사
- 2007년 : 서울서부지방검찰청 부부장검사
- 2008년 3월 ~ 2009년 1월 : 제41대 대전지방검찰청 공주지청 지청장
- 2012년 : 서울남부지방검찰청 형사2부 부장검사
- 2013년 4월 ~ 2015년 2월 : 대검찰청 대변인
- 2015년 2월 ~ 2016년 1월 : 제10대 대구지방검찰청 서부지청 지청장
- 2016년 1월 ~ 2017년 7월 : 광주지방검찰청 차장검사
- 2017년 8월 ~ 2018년 6월 : 부산고등검찰청 차장검사
- 2018년 6월 ~ 2019년 7월 : 대검찰청 형사부 부장
- 2019년 7월 ~ 2020년 1월 : 제18대 의정부지방검찰청 검사장
- 2020년 1월 ~ 2020년 8월 : 대검찰청 차장검사
- 2020년 8월 ~ 2021년 6월 : 광주고등검찰청 검사장
- 2021년 6월 ~ 2022년 5월 : 법무연수원 연구위원
- 2022년 10월 ~ : 구본선법률사무소 변호사
- 2023년 3월 ~ : 한진 사외이사
  - 한진 사외이사후보추천위원회 위원
  - 한진 ESG위원회 위원
  - 한진 보상위원회 위원